# Thelypodiopsis purpusii
Thelypodiopsis purpusii là một loài thực vật có hoa trong họ Cải. Loài này được (Brandegee) Rollins miêu tả khoa học đầu tiên năm 1976.